# Serghei Pașcenco
Serghei Pașcenco (Tiraspol, 18 dicembre 1982) è un ex calciatore moldavo, di ruolo portiere. Dal 1º luglio 2024 diventerà direttore sportivo dello Sheriff Tiraspol.

## Palmarès

### Competizioni nazionali
- Campionato moldavo: 8

Sheriff Tiraspol: 2004-2005, 2005-2006, 2006-2007, 2018, 2019, 2020-2021, 2021-2022, 2022-2023
- Coppa di Moldavia: 6

Sheriff Tiraspol: 2005-2006, 2014-2015, 2018-2019, 2021-2022, 2022-2023
Zaria Bălți: 2015-2016
- Supercoppa di Moldavia: 2

Sheriff Tiraspol: 2005, 2007

### Competizioni internazionali
- Coppa dei Campioni della CSI: 1

Sheriff Tiraspol: 2003